# Mesochorus boreomontanus
Mesochorus boreomontanus är en stekelart som beskrevs av Schwenke 1999. Mesochorus boreomontanus ingår i släktet Mesochorus och familjen brokparasitsteklar. Inga underarter finns listade i Catalogue of Life.